# 상자성

미세 자석으로 구성된 초상자성의 도시.

상자성(常磁性, paramagnetism)은 외부의 자기장이 있으면 자기적 성질을 가지지만, 외부의 자기장이 사라지면 다시 자기적 성질을 잃는 성질이다. 이는 자기장이 다시 사라져도 자성이 유지되는 강자성과는 다른 성질이다. 즉, 상자성을 띠는 물질은 자기장에 끌리며 상대적인 자기 투자율이 1보다 크다. (혹은 양의 자화율을 가진다). 외부 자기장이 인가되면 물질 내의 자기들이 일시적으로 재배치되므로 이때 발생한 인력은 자기장의 세기가 약할 때는 선형이다. 또한 강자성과는 다르게, 상자성은 외부에서 인가된 자기장이 제거되면 어떤 자계도 지니지 않는다. 왜냐하면 열적 움직임이 외부 자기장이 없을 때에는 스핀을 임의적으로 배향되도록 유발하기 때문이다. 따라서 전체 자기장은 인가된 자기장이 제거되어 0이 되더라도 아주 작은 정도의 자화만이 생기는데, 이는 전체 입자들 중 극소수 입자들의 스핀만이 자기장에 의해 정해짐을 의미한다. 이 fraction은 자기장의 세기에 비례하고 이것은 자기장 세기와 자화도의 선형의 의존성을 설명해 준다.